# Brison-Saint-Innocent
Pour les articles homonymes, voir Brison.
Ne doit pas être confondu avec Brizon.
Brison-Saint-Innocent est une commune française située dans le département de la Savoie, en région Auvergne-Rhône-Alpes.
La commune est surnommée « la Nice savoyarde » en raison de la présence d'un microclimat.

## Géographie

### Localisation

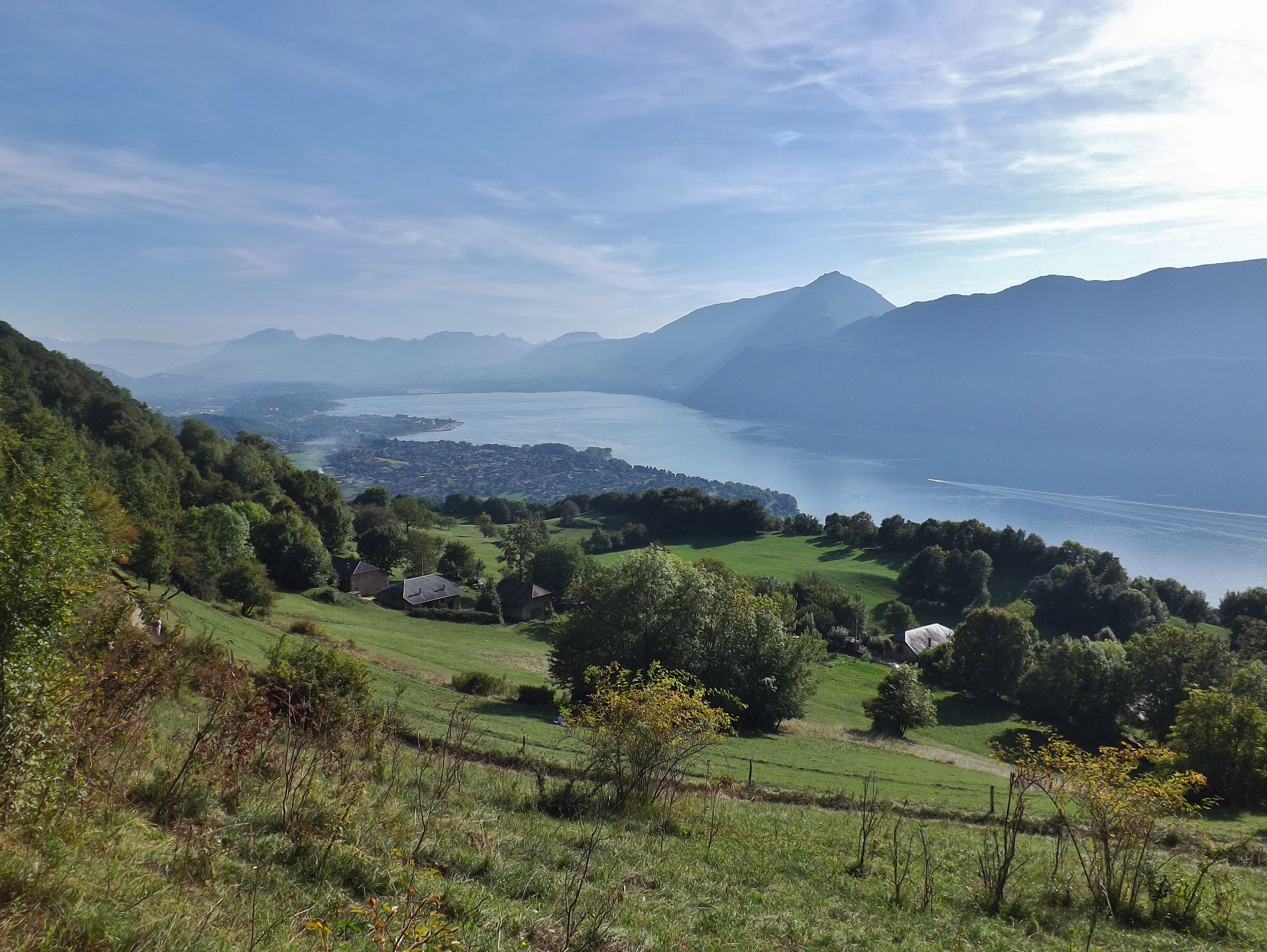
Vue depuis les hauteurs de la commune.

Le village se situe au nord de la ville d'Aix-les-Bains, sur la rive droite du lac du Bourget, dans la province historique de la Savoie Propre. Les communes limitrophes de Brison-Saint-Innocent sont Aix-les-Bains, Grésy-sur-Aix, La Biolle et Saint-Germain-la-Chambotte.

### Climat
Pour des articles plus généraux, voir Climat d'Auvergne-Rhône-Alpes et Climat de la Savoie.
En 2010, le climat de la commune est de type climat des marges montargnardes, selon une étude du Centre national de la recherche scientifique s'appuyant sur une série de données couvrant la période 1971-2000. En 2020, Météo-France publie une typologie des climats de la France métropolitaine dans laquelle la commune est exposée à un climat de montagne ou de marges de montagne et est dans la région climatique Alpes du nord, caractérisée par une pluviométrie annuelle de 1 200 à 1 500 mm, irrégulièrement répartie en été.
Pour la période 1971-2000, la température annuelle moyenne est de 11,1 °C, avec une amplitude thermique annuelle de 18,8 °C. Le cumul annuel moyen de précipitations est de 1 295 mm, avec 10,3 jours de précipitations en janvier et 8,1 jours en juillet. Pour la période 1991-2020, la température moyenne annuelle observée sur la station météorologique de Météo-France la plus proche, « Trévignin », sur la commune de Trévignin à 5 km à vol d'oiseau, est de 9,8 °C et le cumul annuel moyen de précipitations est de 1 517,3 mm,. Pour l'avenir, les paramètres climatiques de la commune estimés pour 2050 selon différents scénarios d'émission de gaz à effet de serre sont consultables sur un site dédié publié par Météo-France en novembre 2022.

### Voies de communication et transports
- D 48 (route de Paris).
- D 991 (boulevard Gaston-Mollex).

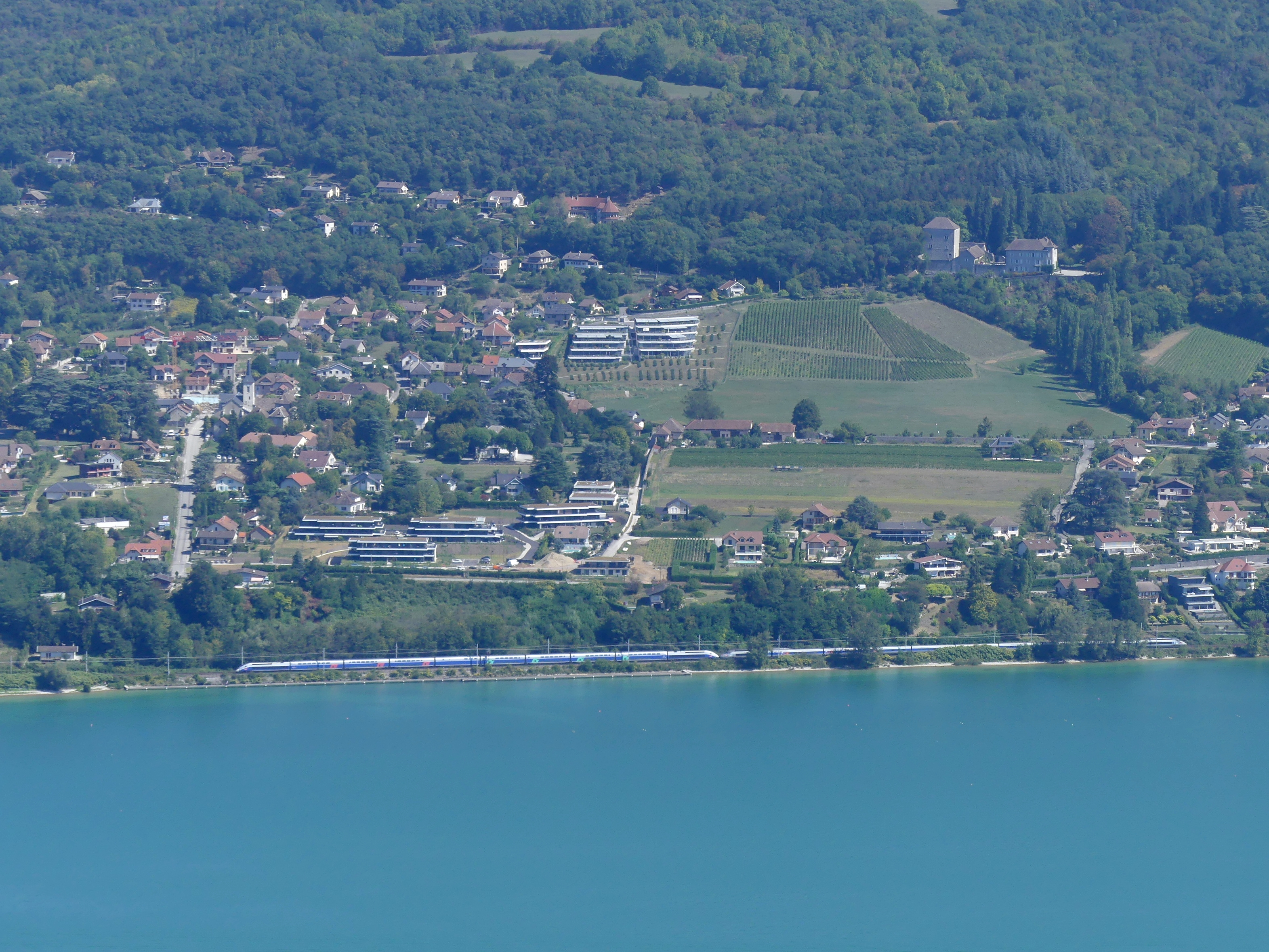
Deux TGV pour Paris à Saint-Innocent.

- Proximité de la sortie 14 de l'A41.
- Tunnels du XIXe dont le tunnel de Brison.

#### Transport ferroviaire
La commune est traversée par la ligne de Culoz à Modane (frontière). La gare SNCF située à Brison, un des hameaux de la commune, a fermé il y a de nombreuses années et est aujourd'hui démolie.

#### Transports en commun
Ondéa bus a succédé à la ST2A, avec la communauté d'agglomération du Lac du Bourget.

## Urbanisme

### Typologie
Au 1er janvier 2024, Brison-Saint-Innocent est catégorisée ceinture urbaine, selon la nouvelle grille communale de densité à sept niveaux définie par l'Insee en 2022.
Elle appartient à l'unité urbaine de Chambéry, une agglomération intra-départementale regroupant 35  communes, dont elle est une commune de la banlieue,,. Par ailleurs la commune fait partie de l'aire d'attraction de Chambéry, dont elle est une commune de la couronne,. Cette aire, qui regroupe 115 communes, est catégorisée dans les aires de 200 000 à moins de 700 000 habitants,.
La commune, bordée par un plan d’eau intérieur d’une superficie supérieure à 1 000 hectares, le lac du Bourget, est également une commune littorale au sens de la loi du 3 janvier 1986, dite loi littoral. Des dispositions spécifiques d’urbanisme s’y appliquent dès lors afin de préserver les espaces naturels, les sites, les paysages et l’équilibre écologique du littoral, tel le principe d'inconstructibilité, en dehors des espaces urbanisés, sur la bande littorale des 100 mètres, ou plus si le plan local d’urbanisme le prévoit.

### Occupation des sols
L'occupation des sols de la commune, telle qu'elle ressort de la base de données européenne d’occupation biophysique des sols Corine Land Cover (CLC), est marquée par l'importance des forêts et milieux semi-naturels (32,3 % en 2018), en diminution par rapport à 1990 (34,4 %). La répartition détaillée en 2018 est la suivante : 
eaux continentales (49 %), forêts (30,7 %), zones urbanisées (9,6 %), zones agricoles hétérogènes (5,3 %), cultures permanentes (3,7 %), espaces ouverts, sans ou avec peu de végétation (1,6 %).
L'IGN met par ailleurs à disposition un outil en ligne permettant de comparer l’évolution dans le temps de l’occupation des sols de la commune (ou de territoires à des échelles différentes). Plusieurs époques sont accessibles sous forme de cartes ou photos aériennes : la carte de Cassini (XVIIIe siècle), la carte d'état-major (1820-1866) et la période actuelle (1950 à aujourd'hui).

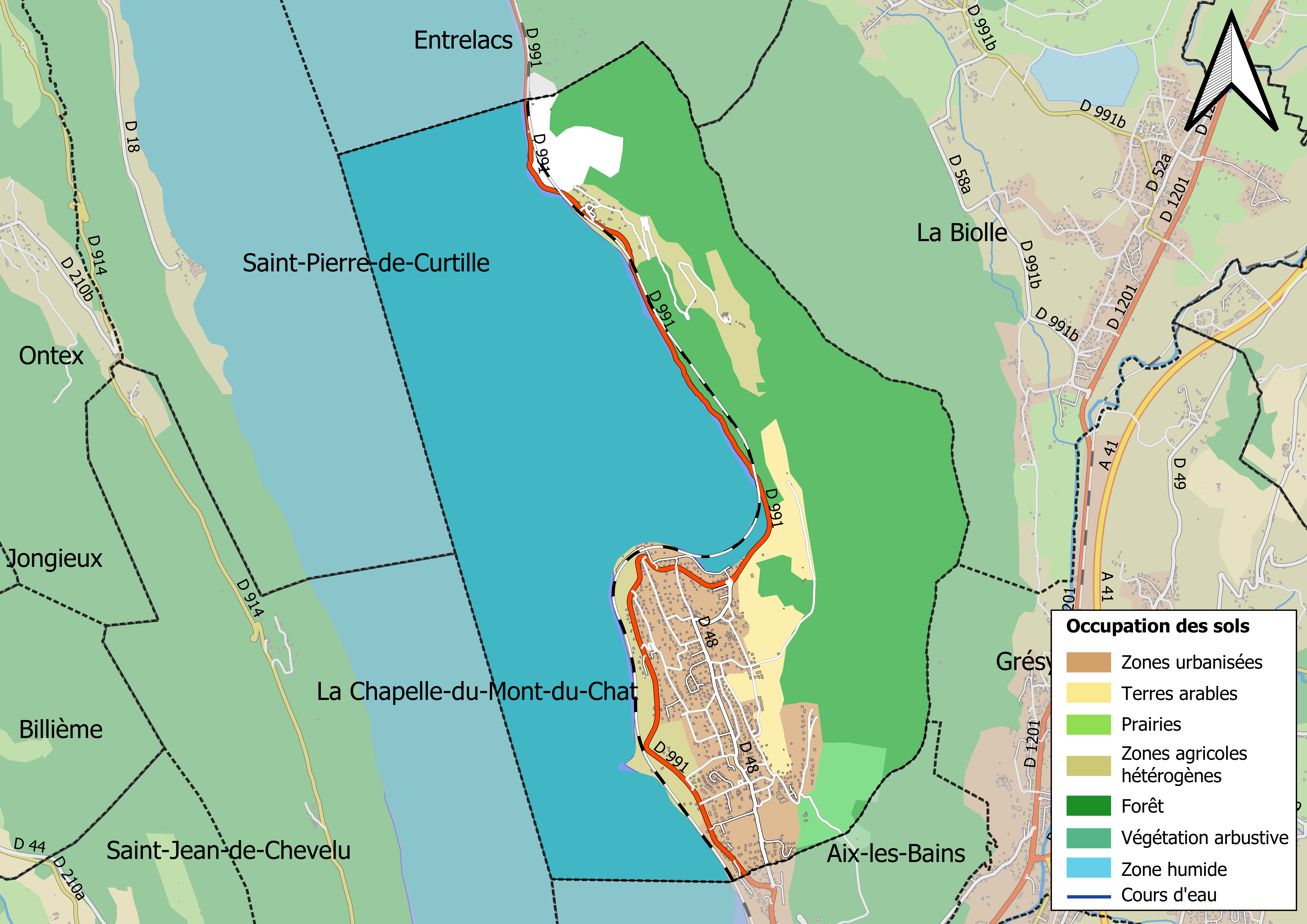
Carte des infrastructures et de l'occupation des sols en 2018 (CLC) de la commune.
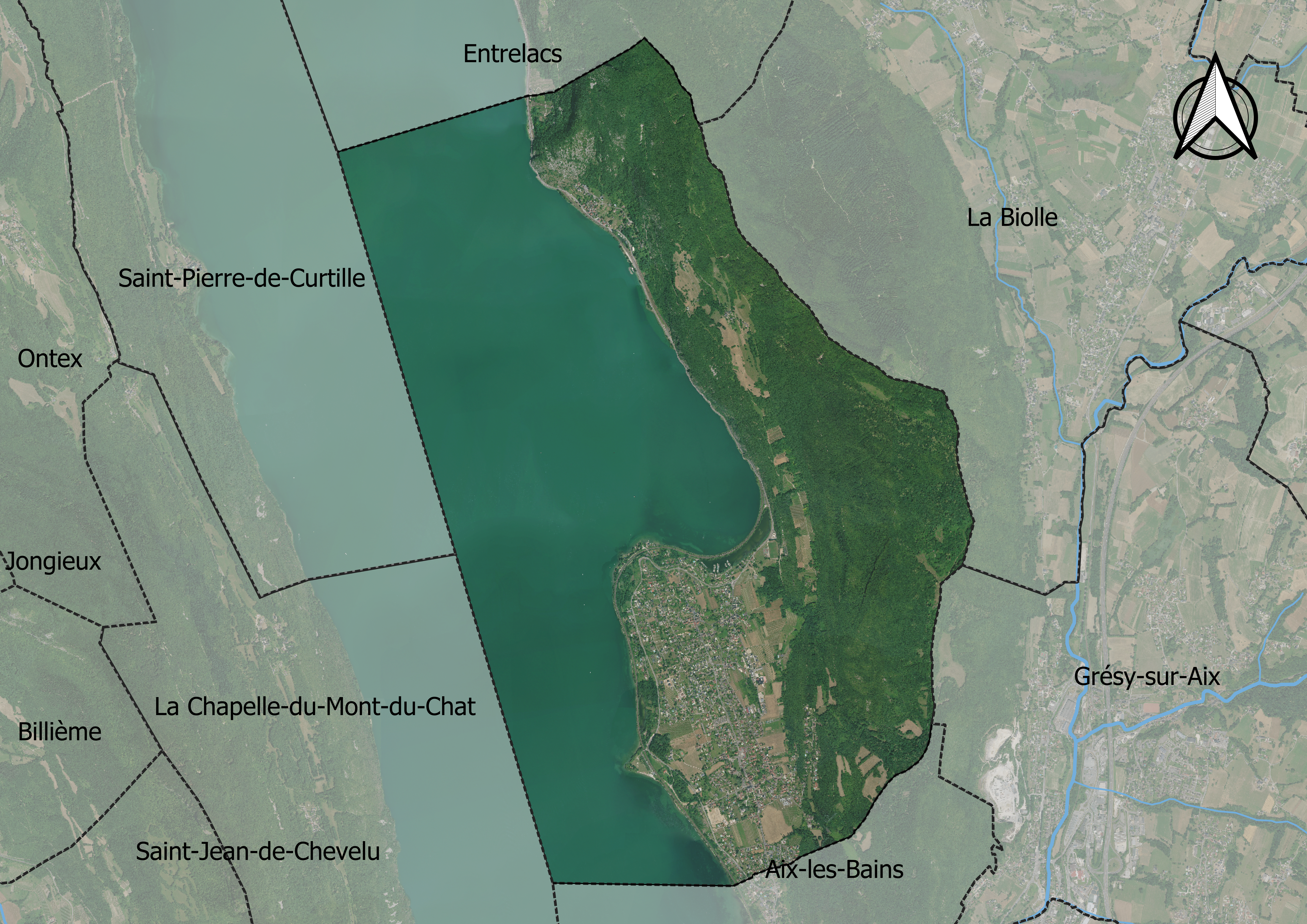
Carte orthophotogrammétrique de la commune.

### Morphologie urbaine
D'une superficie de 875 hectares, la commune est composée de trois hameaux principaux que sont, du nord au sud, Brison, Grésine et Saint-Innocent. Les nouveaux habitants de la commune, logés majoritairement à Saint-Innocent et Grésine, disent habiter à Brison. Et quand ils parlent de Brison, ils disent « les Oliviers ».
| Altitude : | Min : 228 m | Max : 840 m | Moyenne : 534 m | Mairie : 291 m |

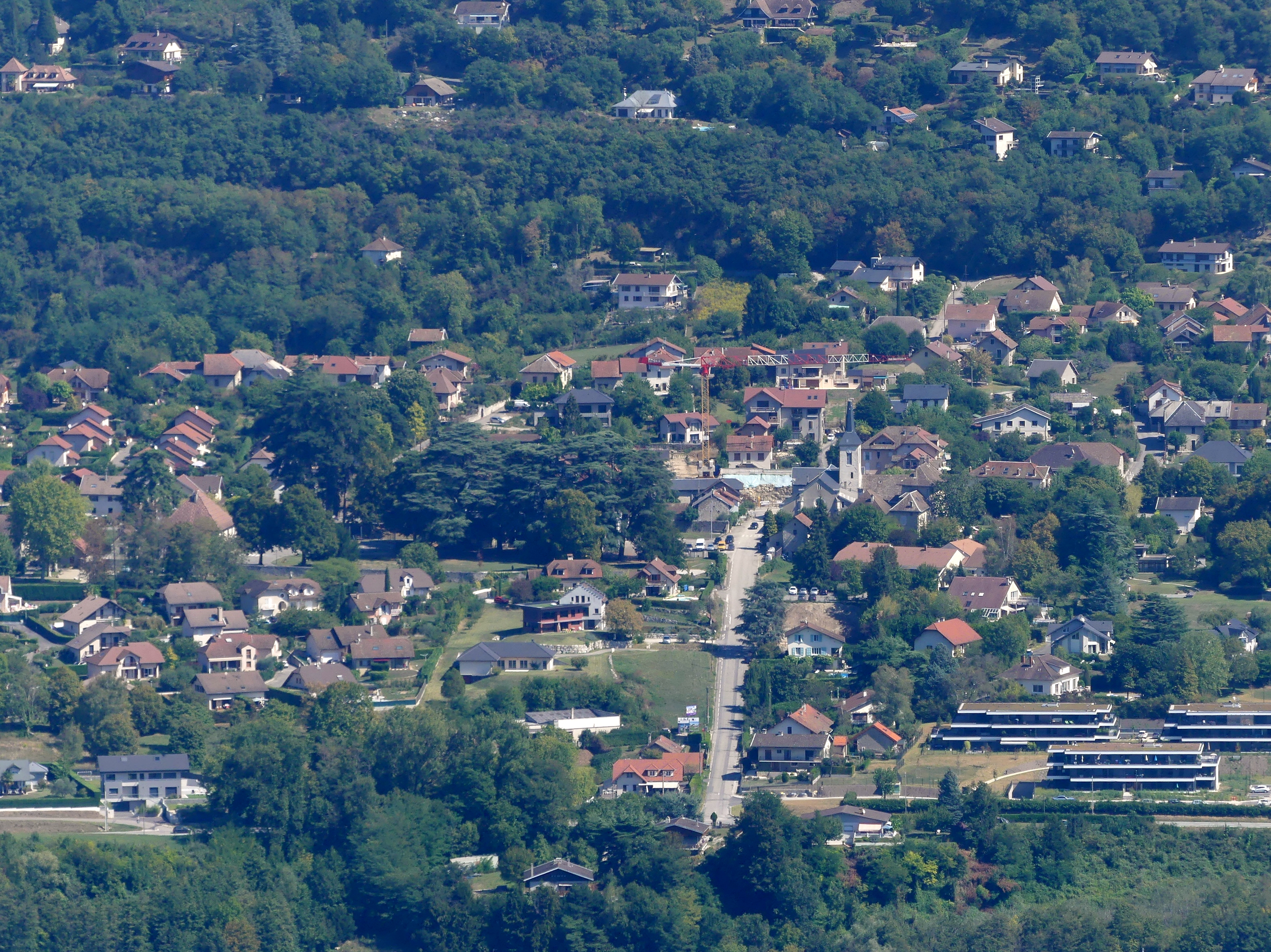
Chef-lieu de Saint-Innocent.
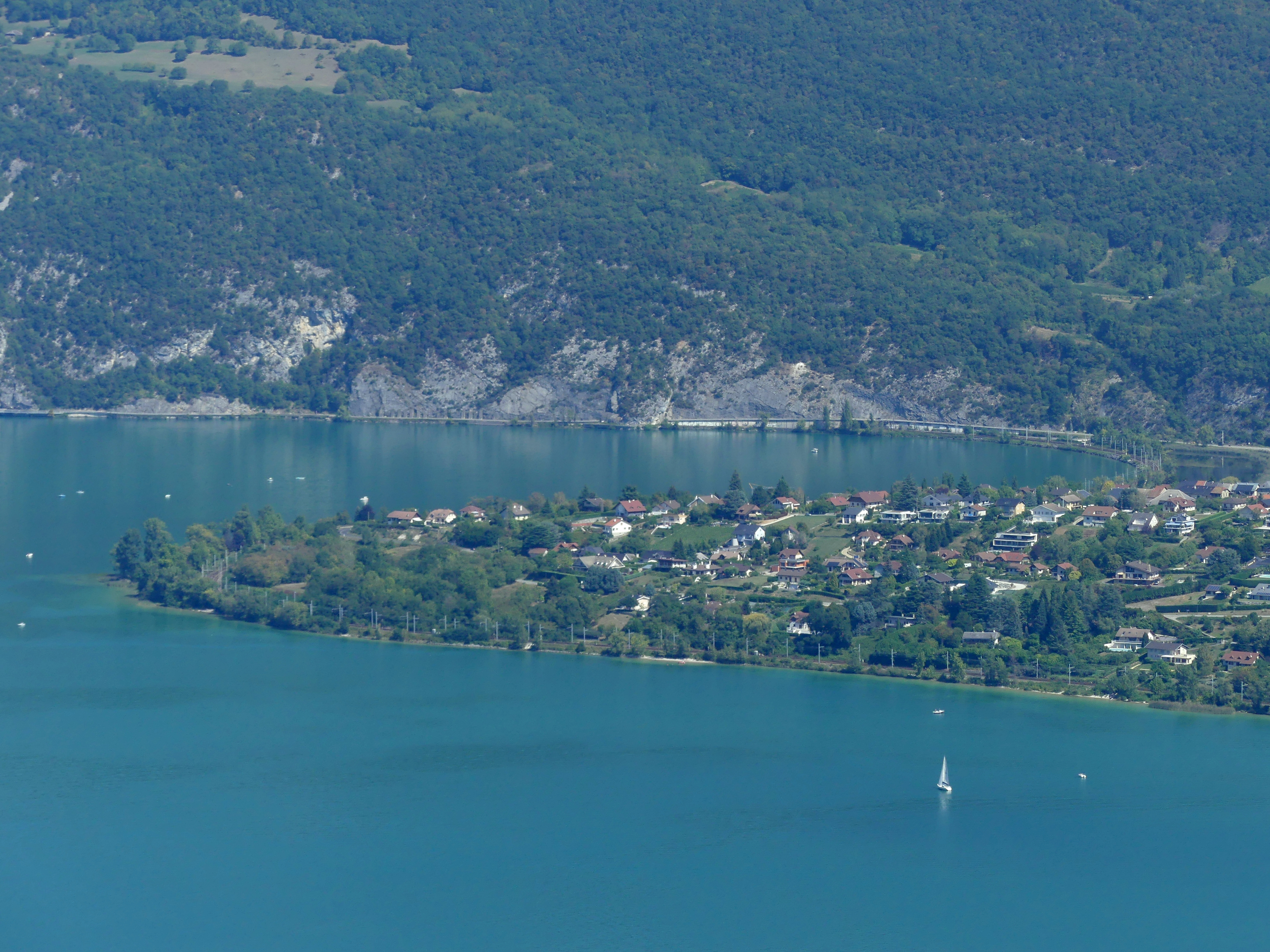
Pointe Forestier et baie de Grésine.
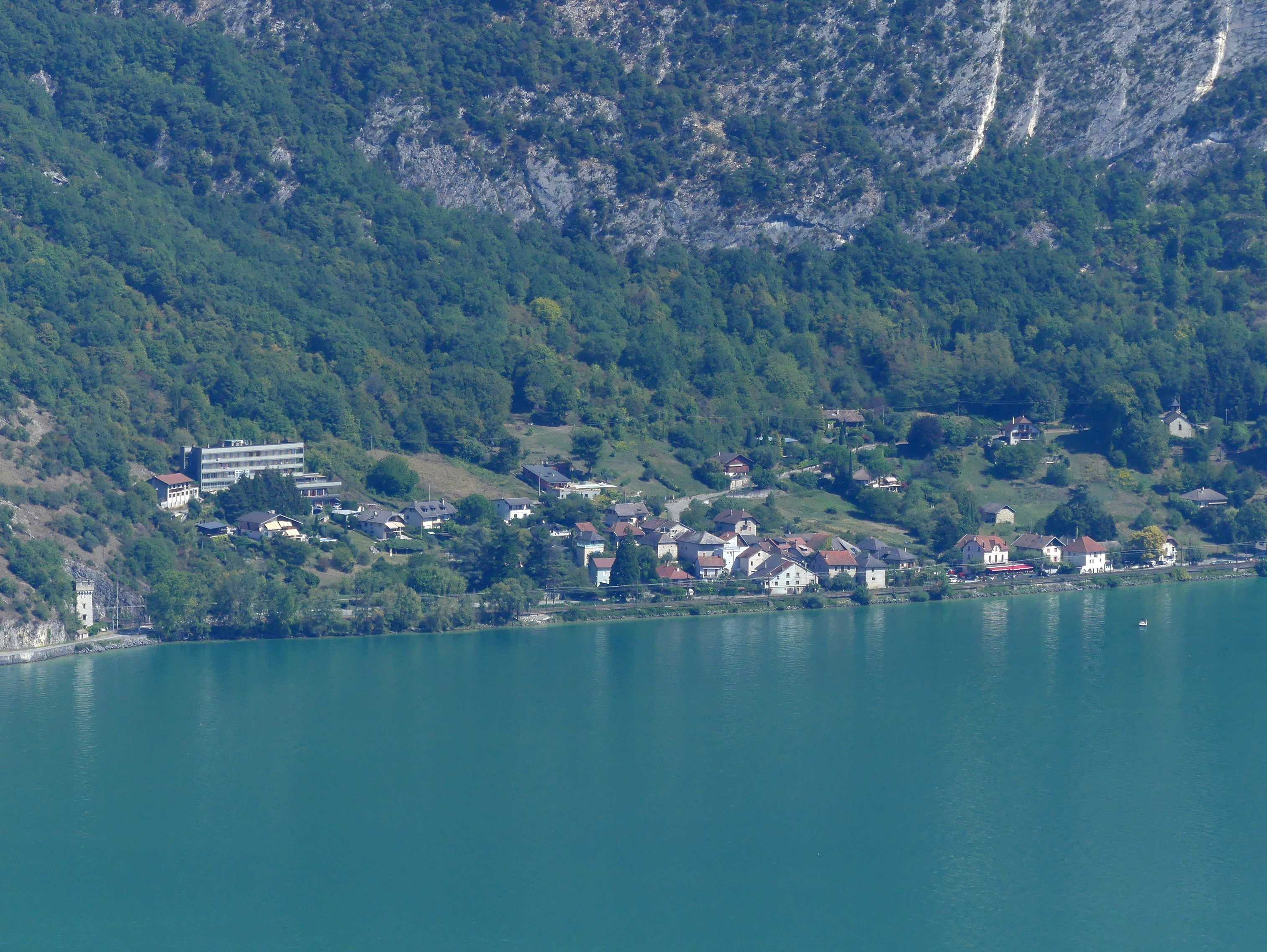
Hameau de Brison (« Les Oliviers »).

## Toponymie
La commune de Brison-Saint-Innocent apparaît lors de la création du département du Mont-Blanc, en 1792. Brison et Saint-Innocent étaient auparavant deux villages distincts. Au lendemain de l'Annexion de la Savoie à la France, en 1860, la commune porte dans un premier temps le nom de Saint-Innocent-Brison.
Brison est un toponyme dérivant très probablement du patronyme Brisonius. Saint-Innocent fait très probablement fait référence à l'un des trois papes.
Les premières mentions des paroisses et des villages remontent au XIIe siècle. Brison apparaît ainsi sous la forme Ecclesia Brusonis, puis Ecclesia Brusomi au siècle suivant. Le XIVe siècle, ce sont les formes in villis de Brussons et de Sessens et Bruysson que l'on trouve dans des actes, tandis qu'un autre mentionne la Cura de Si Ignocencii.
En francoprovençal, le nom de la commune s'écrit Brizon, selon la graphie de Conflans.

## Histoire
Les seigneurs de Monfalcon semblent à l'origine, en 1084, de la fondation du prieuré de Saint-Innocent.
Au XVIIe siècle, le notaire ducal et châtelain de saint Innocent était maître Jean-Claude Thorombert (1590-<1680).

## Politique et administration

### Administration municipale
Voici ci-dessous le partage des sièges au sein du Conseil municipal de Brison-Saint-Innocent :

### Liste des maires

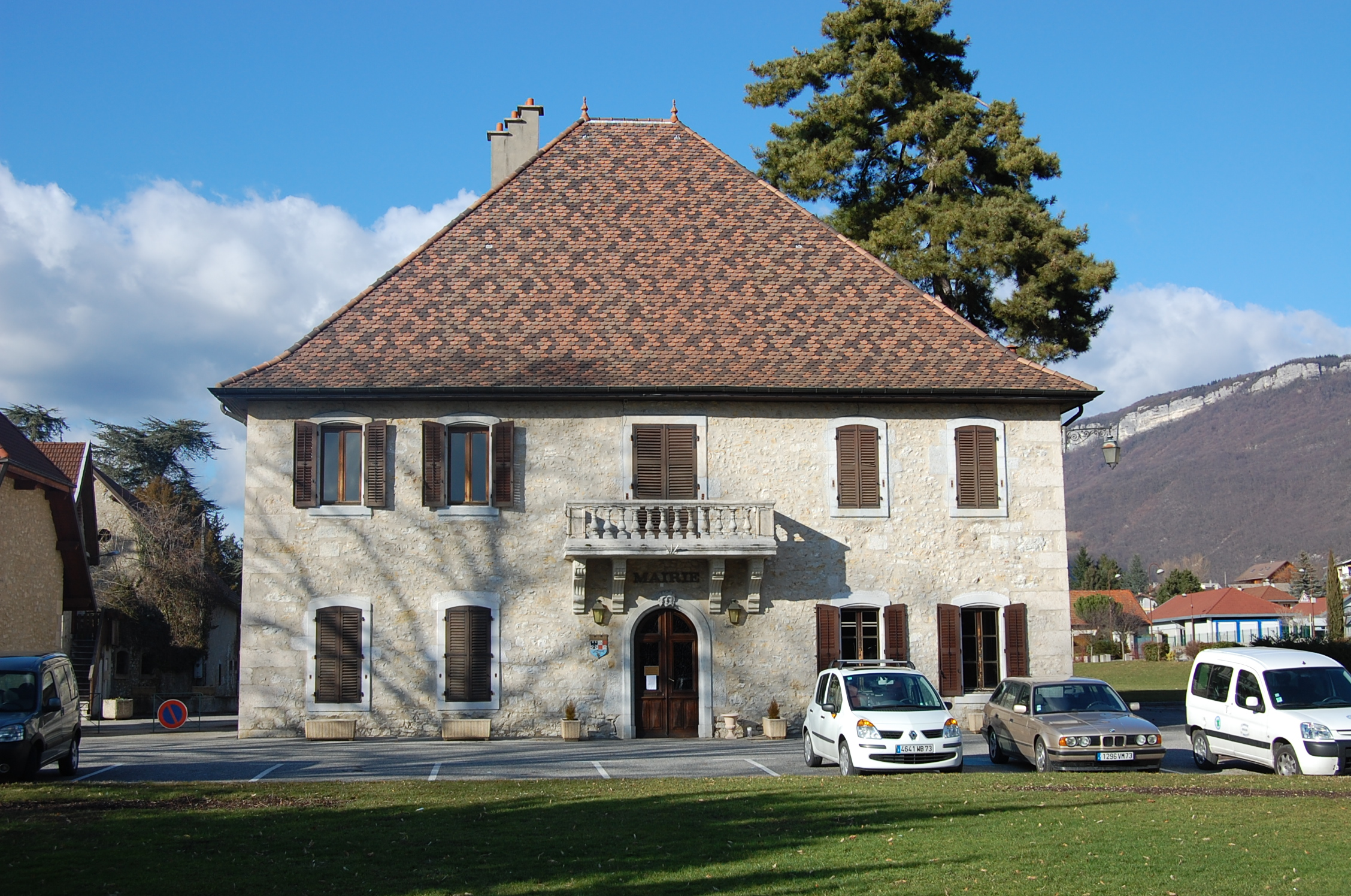
La mairie de Brison-Saint-Innocent.

| Période                                  | Période                | Identité                                        | Étiquette | Qualité |
| ---------------------------------------- | ---------------------- | ----------------------------------------------- | --------- | --- |
| décembre 1792                            | ...                    | Claude Rey (1723-1807)                          | ...       | Il fait construire en 1785 une grande maison à Saint innocent pour y accueillir sa fille Suzanne Revillod née Rey et sa petite fille Péronne Revillod. Il maria cette dernière au baron Antoine Despine, directeur des Thermes d'Aix. |
| 1794                                     |                        | Claude Blanchard (1724-1812)                    |           | Notaire et commissaire à terriers |
| 1795                                     |                        | Claude Rey (le même que ci-dessus)              |           | |
| 1799                                     |                        | Claude Blanchard (le même que ci-dessus)        |           | |
| 1812                                     |                        | Gigot de Villefaigne                            |           | |
| 1820                                     |                        | François Mantel                                 |           | |
| 1823                                     |                        | Aimé Blanchard                                  |           | Fils de Claude Blanchard |
| 1827                                     |                        | Aimé Godiat dit Battiollin (syndic)             |           | |
| 1831                                     |                        | Francis Blanchard, l'oncle (syndic)             |           | |
| 1835                                     |                        | Paul Blanchard (syndic)                         |           | |
| 1841                                     |                        | Joseph Blanchard dit l'Américain (syndic)       |           | |
| 1843                                     |                        | Aimé Blanchard (syndic)                         |           | |
| 1849                                     |                        | Charles Michaud (syndic)                        |           | |
| 1853                                     |                        | Aimé Blanchard (syndic)                         |           | |
| 1857                                     |                        | Francis Blanchard, le neveu (syndic)            |           | |
| 1859                                     |                        | Claude Journet (syndic au moment de l'annexion) |           | |
| 1860                                     |                        | Baron Claude Joseph Constant Despine            |           | Chevalier de la Légion d'honneur et de l'ordre de Saint-Maurice et Lazare, dernier syndic de la ville d'Aix, médecin inspecteur général des Thermes.                                                                                  |
| 1871                                     |                        | Francis Blanchard                               |           | |
| 1878                                     |                        | Amédée Buttin                                   |           | . |
| 1881                                     |                        | Jacques Bollonjeon                              |           | |
| 1884                                     |                        | Francis Blanchard                               |           | |
| 1887                                     |                        | Baron Alphonse François Despine                 |           | Ancien sous-préfet de Bonneville. |
| 1892                                     |                        | Jean-Claude Bollard                             |           | |
| 1900                                     |                        | Paul Blanchard                                  |           | |
| 1904                                     |                        | Joseph Pégaz                                    |           | |
| 1908                                     |                        | Francis Journet                                 |           | |
| 1919                                     |                        | Paul Blanchard                                  |           | |
| 1929                                     |                        | Louis Michaud                                   |           | |
| 1944                                     |                        | Gaston Mollex                                   |           | |
| 1963                                     | mai 1991               | Serge Dupré                                     | DVD       | Ingénieur EDF, sénateur suppléant de Jean Blanc. |
| 7 mai 1991                               | 31 mars 92             | Marcellin Tommasi                               |           | |
| juin 1992                                | juin 1995              | Serge Dupré                                     |           | |
| juin 1995                                | mars 2008              | Guy Rosset                                      |           | Postier. |
| mars 2008                                | février 2011           | François Hervé                                  |           | Industriel. |
| février 2011                             | En cours (au mai 2020) | Jean-Claude Croze                               | DVD       | Directeur de la FDSEA des Savoie, administrateur de la caisse régionale du Crédit agricole des Savoie. |
| Les données manquantes sont à compléter. |                        |                                                 |           | |

## Population et société

### Démographie
Ses habitants sont appelés les Saintinoises et Saintinois. Le gentilé des habitants de Brison était Brisolins.

L'évolution du nombre d'habitants est connue à travers les recensements de la population effectués dans la commune depuis 1793. Pour les communes de moins de 10 000 habitants, une enquête de recensement portant sur toute la population est réalisée tous les cinq ans, les populations de référence des années intermédiaires étant quant à elles estimées par interpolation ou extrapolation. Pour la commune, le premier recensement exhaustif entrant dans le cadre du nouveau dispositif a été réalisé en 2005.

En 2022, la commune comptait 2 443 habitants, en évolution de +14,91 % par rapport à 2016 (Savoie : +3,63 %, France hors Mayotte : +2,11 %).
| 1793 | 1800 | 1806 | 1822 | 1838 | 1848 | 1858  | 1861 | 1866  |
| ---- | ---- | ---- | ---- | ---- | ---- | ----- | ---- | ----- |
| 551  | 429  | 558  | 777  | 942  | 903  | 1 005 | 921  | 1 031 |

| 1872 | 1876 | 1881 | 1886 | 1891 | 1896 | 1901  | 1906 | 1911 |
| ---- | ---- | ---- | ---- | ---- | ---- | ----- | ---- | ---- |
| 959  | 978  | 920  | 895  | 915  | 885  | 1 151 | 841  | 788  |

| 1921 | 1926 | 1931 | 1936 | 1946 | 1954 | 1962 | 1968  | 1975  |
| ---- | ---- | ---- | ---- | ---- | ---- | ---- | ----- | ----- |
| 650  | 642  | 712  | 679  | 641  | 817  | 881  | 1 056 | 1 125 |

| 1982  | 1990  | 1999  | 2005  | 2006  | 2010  | 2015  | 2020  | 2022  |
| ----- | ----- | ----- | ----- | ----- | ----- | ----- | ----- | ----- |
| 1 223 | 1 445 | 1 864 | 2 094 | 2 103 | 2 156 | 2 110 | 2 327 | 2 443 |

### Enseignement
La commune compte une école primaire à Saint-Innocent pour tous les habitants, celle de Brison a fermé dans le milieu des années 1970.

### Manifestations culturelles et festivités
- Début avril, le Salon des Vins, organisé chaque année depuis 2005[25].
- Nuit Blanche, manifestation d'art contemporain, premier samedi et dimanche d'octobre.
- Salon du livre en octobre.
- Festival de musique Musicathème en octobre.
- Foire à l'ancienne le lundi de Pentecôte.

### Santé
Présence d’un cabinet d'infirmières.

### Sports et loisirs
La commune compte une base de loisirs, à la Pointe de l'Ardre, et de nombreux clubs et associations, notamment un club de football, l'Association sportive de Brison-Saint-Innocent (ASBSI).

### Médias
- La télévision locale savoyarde TV8 Mont-Blanc.
- La radio locale Radio Grand Lac 88FM.

## Économie

### Tourisme
En 2014, la capacité d'accueil de la commune, estimée par l'organisme Savoie Mont Blanc, est de 15 931 lits touristiques répartis dans 2 728 structures. Les hébergements se répartissent comme suit : 25 meublés et un refuge ou gîte d'étape.

## Culture locale et patrimoine

### Monuments et lieux touristiques

#### Monuments d'époque médiévale
- Château de Saint-Innocent

Situé sur le territoire de l'ancienne commune de Saint-Innocent, près du lac du Bourget qu'il domine d'une hauteur de 120 m, où la vue s'étend aux deux extrémités du lac, commandant la route de Chambéry et d'Aix-les-Bains à Lyon et Seyssel, le château de Saint-Innocent, au Moyen Âge, centre de le seigneurie de Saint-Innocent, élevée au titre de baronnie en 1662, puis de marquisat en 1682, est une ancienne maison forte, du XIVe siècle, remanié au XVIIIe et XIXe siècles.

#### Monuments d'époque contemporaine
- Les Tours sardes du tunnel de Brison, à Brison (1857). Il y avait aussi une tour à Grésine, elle est aujourd'hui démolie.
- Fonderie de cloches (XVIe).

#### Monuments religieux
- Église Saint-Innocent du XIIIe, restaurée en 1822, puis 1846. Agrandie en 1870. Restaurée en 1980.
- La Chapelle Saint-Innocent, bâtie au XIe siècle sur les hauteurs de Brison-les-Oliviers. Depuis 2014, elle accueille chaque été le festival "Les Ballades Musicales de la Chapelle". Créé par Paul Macari, il réussit à programmer, malgré un petit budget, des artistes de grande renommée, comme la pianiste soliste Rebecca Chaillot[27].

#### Espaces verts
Le microclimat permet la présence d'oliviers, de palmiers et de figuiers au nord-nord-ouest, au village « Brison-les-Oliviers ».

### Patrimoine culturel
En 1943 une cloche de l'église de Saint-Innocent est classée aux Monuments Historiques.
Elle date du 4e quart du XVIIe siècle et porte des inscriptions.

### Personnalités liées à la commune
- L'impératrice Joséphine de Beauharnais, la première femme de Napoléon, venue en 1810. Elle avait acheté des tissus dans une exploitation lapinière de Brison.
- L'impératrice Marie-Louise d'Autriche, le seconde femme de Napoléon, vint en 1814. Elle aimait faire des promenades et s'arrêtait souvent sur un banc dans le village.
- L'écrivain Honoré de Balzac vint faire un séjour en Savoie en 1832. C'est depuis le château de Saint-Innocent qu'il donna une description romantique et précise du lac du Bourget dans son roman La Peau de chagrin en 1831[28].

« Le lac du Bourget est une vaste coupe de montagnes tout ébréchée où brille, à sept ou huit cents pieds au−dessus de la Méditerranée, une goutte d'eau bleue comme ne l'est aucune eau dans le monde. Vu du haut de la Dent−du−Chat, ce lac est là comme une turquoise égarée. Cette jolie goutte d'eau a neuf lieues de contour, et dans certains endroits près de cinq cents pieds de profondeur. Être là dans une barque au milieu de cette nappe par un beau ciel, n'entendre que le bruit des rames, ne voir à l'horizon que des montagnes nuageuses, admirer les neiges étincelantes de la Maurienne française, passer tour à tour des blocs de granit vêtus de velours par des fougères ou par des arbustes nains, à de riantes collines ; d'un côté le désert de l'autre une riche nature ; un pauvre assistant au dîner d'un riche ; ces harmonies et ces discordances composent un spectacle où tout est grand, où tout est petit. L'aspect des montagnes change les conditions de l'optique et de la perspective : un sapin de cent pieds vous semble un roseau, de larges vallées vous apparaissent étroites autant que des sentiers. Ce lac est le seul où l'on puisse faire une confidence de cœur à cœur. On y pense et on y aime. En aucun endroit vous ne rencontreriez une plus belle entente entre l'eau, le ciel, les montagnes et la terre. Il s'y trouve des baumes pour toutes les crises de la vie. Ce lieu garde le secret des douleurs, il les console les amoindrit, et jette dans l'amour je ne sais quoi de grave, de recueilli, qui rend la passion plus profonde, plus pure. Un baiser s'y agrandit. Mais c'est surtout le lac des souvenirs ; il les favorise en leur donnant la teinte de ses ondes, miroir où tout vient se réfléchir. Raphaël ne supportait son fardeau qu'au milieu de ce beau paysage, il y pouvait rester indolent, songeur, et sans désirs. Après la visite du docteur, il alla se promener et se fit débarquer à la pointe déserte d'une jolie colline sur laquelle est situé le village de Saint−Innocent. De cette espèce de promontoire, la vue embrasse les monts de Bugey, au pied desquels coule le Rhône, et le fond du lac ; mais de là Raphaël aimait à contempler, sur la rive opposée, l'abbaye mélancolique de Haute−Combe, sépulture des rois de Sardaigne prosternés devant les montagnes comme des pèlerins arrivés au terme de leur voyage. »

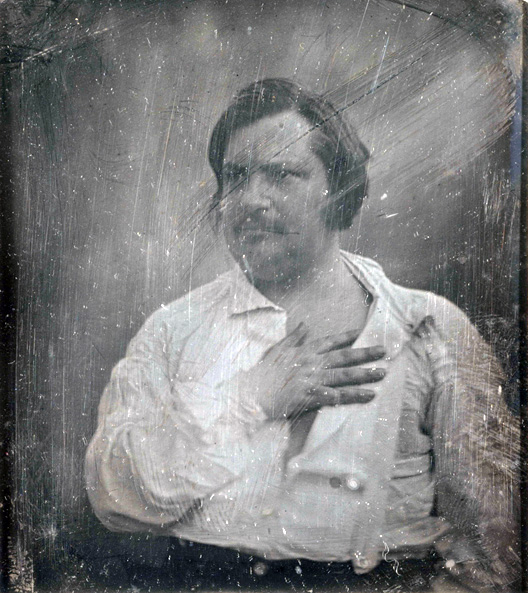
Daguerréotype de l'écrivain Honoré de Balzac.

- L'écrivain Guy de Maupassant, qui était venu en cure à Aix-les-Bains en 1890, fit une halte dans la commune. Le dernier texte écrit avant sa mort, une nouvelle dénommée Le Colporteur décrit une rencontre sur un chemin au bord du lac à la hauteur de Saint-Innocent.
- L'impératrice d'Autriche Sissi, venue le 13 septembre 1895. Elle s'était faite conduire dans une ferme où elle avait acheté une petite vache tarine.
- Joseph Fontanet (1921-1980) est enterré dans cette commune où il résidait. Il fut député et président du conseil général de la Savoie, plusieurs fois ministre, et un responsable national du MRP, du CD et du CDP.

### Héraldique
| Armes de Brison-Saint-Innocent | Les armes de la commune de Brison-Saint-Innocent se blasonnent ainsi : Coupé : au premier parti au I d'argent à l'aigle de sable et au II contre-écartelé d'hermine et de gueules, au second d'azur au lavaret d'argent soutenu d'une grappe de raisin tigé et feuillée d'une pièce d'or. Trois tours d'or maçonnées et crénelées couronnent le blason soutenu par deux palmes de sinople : mimosa fleuri d'or et branche de laurier. |